# 金斯波因特 (佛羅里達州)
金斯波因特（英語：Kings Point）是位於美國佛羅里達州棕櫚灘縣的一個人口普查指定地區。

## 地理
金斯波因特的座標為26°26′46″N 80°08′23″W / 26.44611°N 80.13972°W，而該地最高點為海拔高度5米（即16英尺）。

## 人口
根據2010年美國人口普查的數據，金斯波因特的面積為4.70平方千米，當中陸地面積為4.70平方千米，而水域面積為0.00平方千米。當地共有人口12207人，而人口密度為每平方千米2,597人。